# Tala (kommun i Mexiko)
Tala är en kommun i Mexiko.   Den ligger i delstaten Jalisco, i den centrala delen av landet, 500 km väster om huvudstaden Mexico City. Antalet invånare är 56 291.
Följande samhällen finns i Tala:
- Tala
- Los Ruiseñores
- El Refugio
- El Ranchito
- Alfredo V. Bonfil
- Mazatepec Estación
- San Ignacio de Carboneras